# Archaeodictyna anguiniceps
Archaeodictyna anguiniceps är en spindelart som först beskrevs av Simon 1899.  Archaeodictyna anguiniceps ingår i släktet Archaeodictyna och familjen kardarspindlar. Inga underarter finns listade i Catalogue of Life.